# Quinsac, Gironde
Quinsac är en kommun i departementet Gironde i regionen Nouvelle-Aquitaine i sydvästra Frankrike. Kommunen ligger i kantonen Créon som tillhör arrondissementet Bordeaux. År 2022 hade Quinsac 2 216 invånare.

## Befolkningsutveckling
Antalet invånare i kommunen Quinsac
Referens:INSEE